# Верхняя Сергеевка
Верхняя Сергеевка — деревня в Покровском районе Орловской области России.
Входит в состав Столбецкого сельского поселения.

## География
Расположена западнее села Столбецкое и севернее деревни Емельяновка, на реке Миловская, вдоль автодороги, выходящей на автостраду Р-119.
В деревне имеются две улицы: Дорожная и Садовая.

## Население
| 2002 | 2010 |
| ---- | ---- |
| 98   | ↘91  |